# Stosunki armeńsko-polskie
Stosunki armeńsko-polskie obejmują kontakty polityczne, ekonomiczne, społeczne, kulturalne i naukowe.
Historia związków między Polską a narodem ormiańskim sięga XIV wieku wraz z pojawieniem się na ziemiach polskich diaspory ormiańskiej, która w kolejnych wiekach wniosła wkład w kulturę i życie intelektualne Rzeczypospolitej.

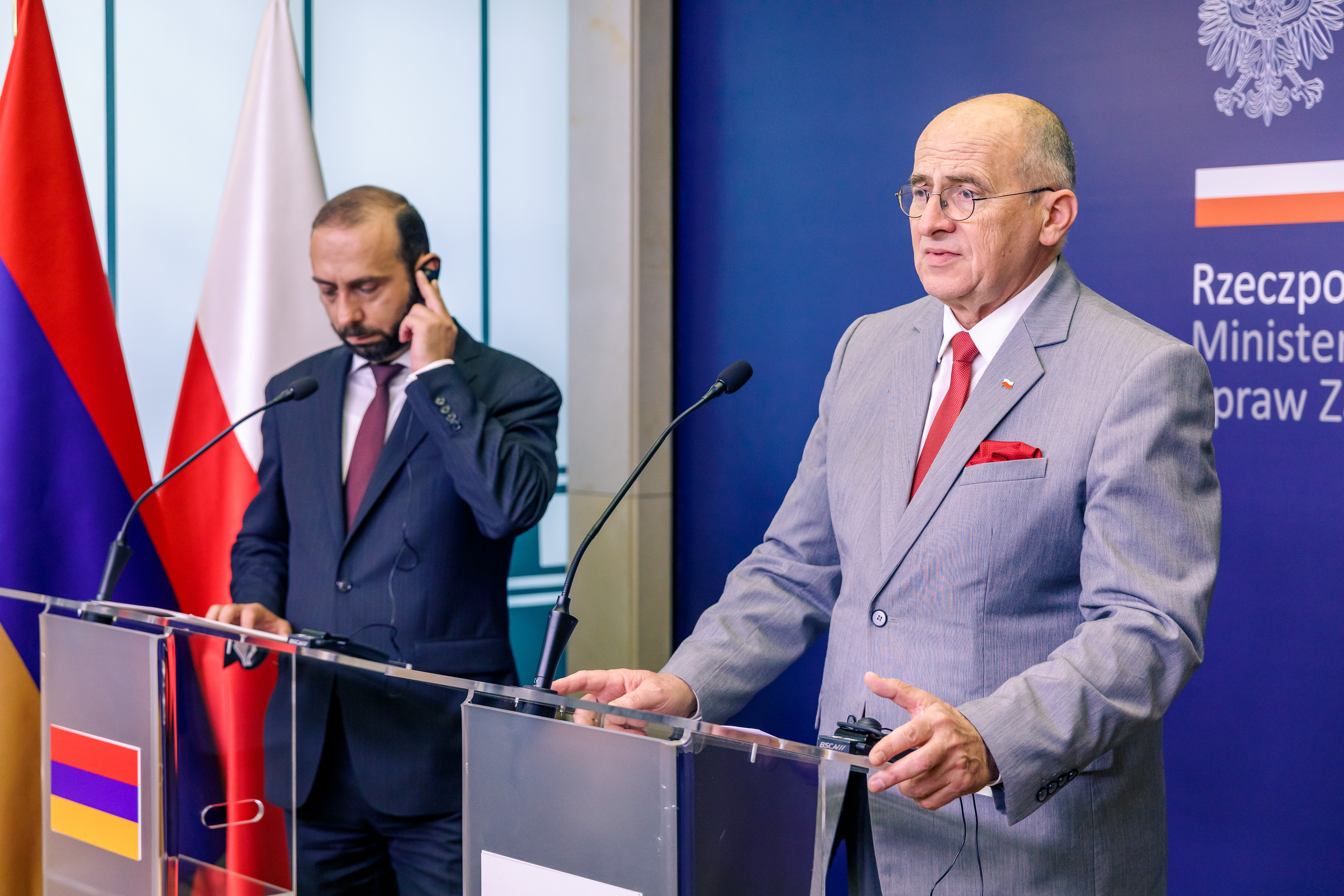
Spotkanie ministrów spraw zagranicznych Armenii i Polski, 2022

Stosunki dyplomatyczne między oboma państwami zostały nawiązane 26 lutego 1992 roku, wcześniej 27 grudnia 1991 roku Polska uznała niepodległość Armenii. Wizyty w Armenii składali polscy prezydenci: Aleksander Kwaśniewski (2001), Bronisław Komorowski (2011) i Andrzej Duda (2024), a także premier Donald Tusk (2010). Również ze strony armeńskiej miały miejsce wizyty na szczeblu prezydenckim w Polsce.
W 2005 roku polski Sejm oddał hołd ofiarom ludobójstwa Ormian w czasie I wojny światowej.
Wymiar ekonomiczny stosunków polsko-armeńskiej jest ograniczony. W 2023 roku wartość obrotów handlowych osiągnęła 157 mln USD z saldem dodatnim po stronie Polski. Od 2010 roku funkcjonuje Polsko-Armeńska Komisja Międzyrządowa do spraw Współpracy Gospodarczej. W 2022 roku Giełda Papierów Wartościowych w Warszawie dokonała zakupu 65% akcji Armeńskiej Giełdy Papierów Wartościowych.